# Museo-Refugio de la Guerra Civil
El Museo-Refugio de la Guerra Civil es un centro de interpretación sobre la guerra civil española situado en la ciudad de Cartagena (Murcia).

## Construcción
El museo se sitúa en un túnel construido en la ladera del monte de la Concepción, uno de los tantos refugios antiaéreos construidos en la ciudad durante la guerra civil en respuesta a los bombardeos del bando sublevado. La causa de estos ataques era la condición de Cartagena de base naval de la escuadra republicana. Estos bombardeos eran indiscriminados, como demuestra la destrucción de la Catedral de Santa María la Vieja, y el mayor de ellos se produjo el 25 de noviembre de 1936, cuando la Legión Cóndor sometió la ciudad a un intenso ataque en el conocido como «bombardeo de las cuatro horas».
Fue en este contexto cuando se inició la construcción del refugio, al que se puede acceder desde la calle Gisbert, y que quedó inacabado al ser ocupada Cartagena el 31 de marzo de 1939, a pesar de lo cual llegó a tener una capacidad de cobijo para más de 5.000 personas.
En 2004 se abrió por fin al público, gestionado por el consorcio turístico Cartagena Puerto de Culturas.

## Exposición
El museo está dividido en dos salas, seccionadas a su veces en varios espacios:
Primera sala. Vida cotidiana durante la Guerra Civil
- Espacio 1: Tipología de refugios y su construcción
- Espacio 2: La vida cotidiana en la Guerra Civil

Segunda sala. Defensa pasiva y activa
- Espacio 3: Defensa pasiva
- Espacio 4: Defensa activa
- Espacio 5: Cartagena bajo las bombas
- Sala del Homenaje a la Paz
- Exposiciones temporales